# 香港專業進修學校

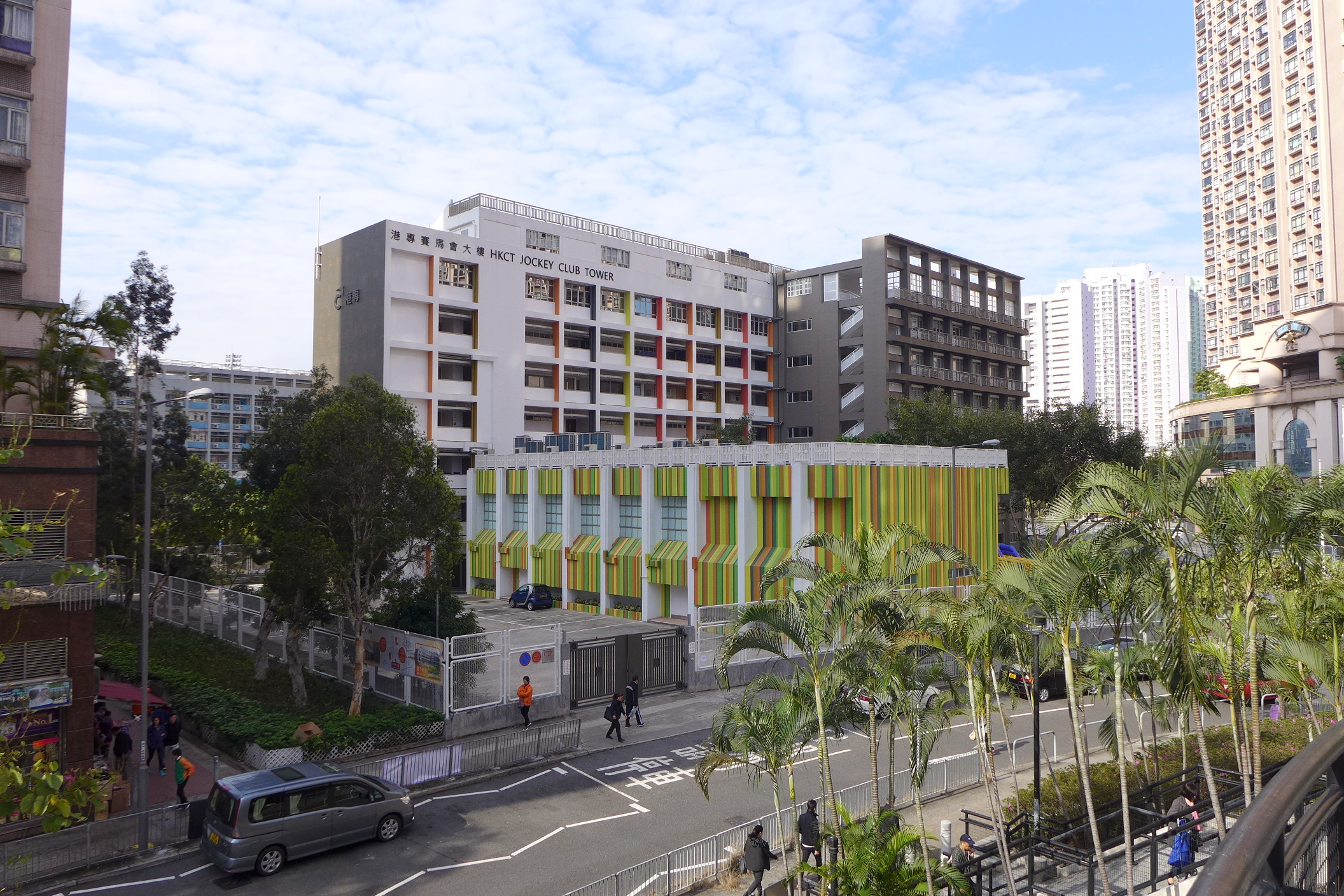
位於馬鞍山港專賽馬會本科校園

香港專業進修學校（英語：Hong Kong College of Technology），簡稱港專（HKCT），是港專機構轄下一所慈善性質的教育機構。創辦於1947 年，港專前身為戰後工人夜校，致力推動職業專才教育逾75年。現時校址包括新界沙田馬鞍山鞍誠街及耀安邨、九龍何文田公主道等。港專現時提供全日制及兼讀制碩士學位、學士學位、高級文憑、應用教育文憑及文憑課程，學科範疇涵蓋人工智能、網絡安全、物聯網、手機應用程式及遊戲開發、運動管理、音樂製作、社會科學、社會工作、紀律部隊、幼兒教育、航空及酒店款待、設計及媒體製作、西式廚藝、傳播、公共關係及語言、專業美容等。
在延續教育方面，港專自1992年起開辦僱員再培訓局（ERB）課程（前為「再培訓計劃」），是首批法定培訓機構之一。秉承職業專才教育先導者的角色，港專擁有強大的僱主網絡，超過20,000間來自不同業界的僱主機構，包括零售、旅遊、飲食、物流、保健及美容、酒店等已加入港專的僱主網絡，其中逾500間更定期提供學生實習機會，以及課程上的支援。

## 校園簡史
- 1947年：港專前身為工人夜校，為二次大戰後失學、失業、失醫的貧苦大眾掃盲。
- 1987年：改名為香港專業進修學校（港專）。
- 1992年：成立再培訓中心，協助過萬港人重投勞動市場。
- 1996年：開辦予中學畢業生修讀的全日制文憑課程，並成立高等教育學院，與非本地高等院校合作舉辦學士及碩士課程。
- 2001年：配合政府於2000年提出擴闊專上教育學額的政策，港專銳意發展專上教育，開辦首批獲政府認可的高級文憑課程。
- 2003年：獲教育統籌局委任，接辦九龍及港島區19所官立夜校的成人夜校課程，包括夜中學、英文專修班及成人基礎教育課程，「港專成人教育中心」正式成立。
- 2005年：鑑於全日制課程人數不斷上升，發展愈見規模，課室不敷應用，港專增設紅磡都會校舍，為學生提供完善學習設施。
- 2012年9月正式啟用「港專文福道校舍」，新校舍毗鄰港專旺角東校舍[2]。
- 2013年8月5日：教育局宣佈，將馬鞍山前五邑工商總會馮平山夫人李穎璋學校校舍分配予港專機構有限公司，2015年啟用。[3]
- 2014年：獲香港特別行政區行政會議根據香港法例第320章專上學院條例批准港專學院的註冊。目前，連同公立大學本地有二十二所可以頒授學位的院校。
- 2015/16學年：因應何文田文福道校舍在2015年8月租約期滿，於同年9月遷入完成翻新工程的馬鞍山新校舍。有關校舍總樓面面積約為7,000平方米，翻新費用總額估計為6,200萬元，包括設置演講廳、課室、實驗室、工作室及圖書館等，與現有的「港專賽馬會馬鞍山校園」結合成為「雙子校園」[4]，在馬鞍山建立一個專為高等教育而設的校園區。
- 2018年：港專校長陳卓禧博士獲委任為第十三屆全國政協委員。
- 2022年：推出「博學課堂」、成立本港大專院校首支學生升旗隊。
- 2022年：成立75周年校慶，由工人夜校蛻變成應用型高校。
- 2023年：獲自資專上教育提升及啟動補助金計劃（ESGS）資助近港幣2,000萬，發展網安大專課程及建設專業的硬件及系統平台，為學生提供最先進的教學設施。
- 2025年：港專學院獲特首會同行政會議批准開辦資歷架構第六級的碩士課程資格。首個社會科學碩士學位課程(「職涯輔導」及「社會服務管理」)於同年九月推出。

## 提供課程
學士及碩士學位
港專學院於2025年開辦首個社會科學碩士學位課程，致力提供高質素的教育和培訓。學士學位課程設多元化專業範疇，涵蓋運動、社會工作、人工智能及網絡安全等領域，為年青人提供專業培訓，培養知識型人才。港專與多間海外知名學府合辦碩士及學士學位課程，畢業證書由海外大學頒發。課程種類繁多，範疇包括：屋宇建造及測量、土木工程、機電工程、物業及設施管理、平面設計等。
高級文憑及文憑課程
港專提供不同範疇的文憑及高級文憑課程，學科範疇涵蓋運動、人工智能、網絡安全、物聯網、手機應用程式及遊戲開發、音樂製作、社會工作、幼兒教育、航空及酒店款待 、設計及媒體製作、西式廚藝、傳播、公共關係及語言等。高級文憑之修讀年期為兩年。完成高級文憑課程的學生，除就業外，可以申請升讀港專學院的自資學士學位課程，或港專與海外大學合辦的學士學位課程，亦可申請升讀其他本地或海外大學。
應用教育文憑課程
港專於2023學年開辦全日及兼讀制「應用教育文憑」（DAE），同時提供20個熱門選修群組、3個必修科目及5個補充科目，內容緊貼升學及職場需要。學員畢業後能獲取相當於香港中學文憑考試（DSE）5科2級（包括中英文）的資歷，合資格投考多個公務員職位，或銜接升讀副學位。課程供中六離校生或年滿21歲人士報讀。
應用學習課程
應用學習課程（Applied Learning, ApL）是高中課程的選修科目之一，旨在為中學生提供學校課程以外的多元學習平台，並培育學生與職業相關的能力及取得資歷認可。

## 教學地點
- 港專賽馬會本科校園，新界沙田馬鞍山鞍誠街2號
- 港專賽馬會馬鞍山校園，新界沙田馬鞍山恆康街2號耀安邨
- 港專旺角東校園，九龍何文田公主道14號
- 港專觀塘教學中心，九龍觀塘開源道71號王子大廈8樓
- 港專長沙灣教學中心，九龍長沙灣青山道368號喜韻1樓
- 港專佐敦教學中心，九龍彌敦道345號永安九龍中心11樓1101-05室
- 港專元朗教學中心，新界元朗水車館街28號萬金中心地下22 號鋪
- 港專荃灣教學中心，新界荃灣大涌道18號國際企業中心3期3樓7-9號室
- 港專將軍澳教學中心，將軍澳寶林邨寶泰樓B翼地下2號及7號單位
- 石門教學中心，新界沙田安麗街11號企業中心15樓

## 教學設施

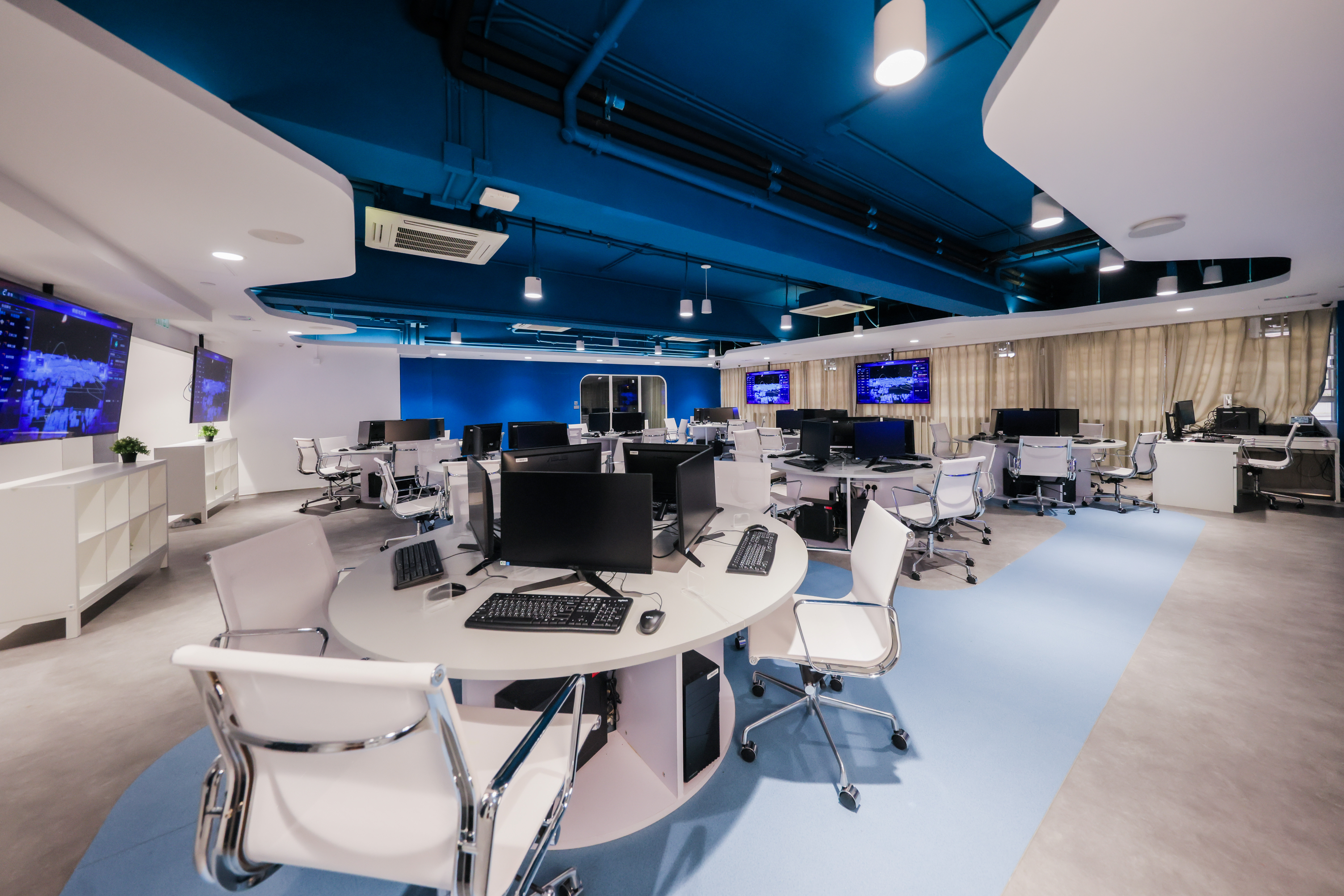
網絡靶場及實訓中心
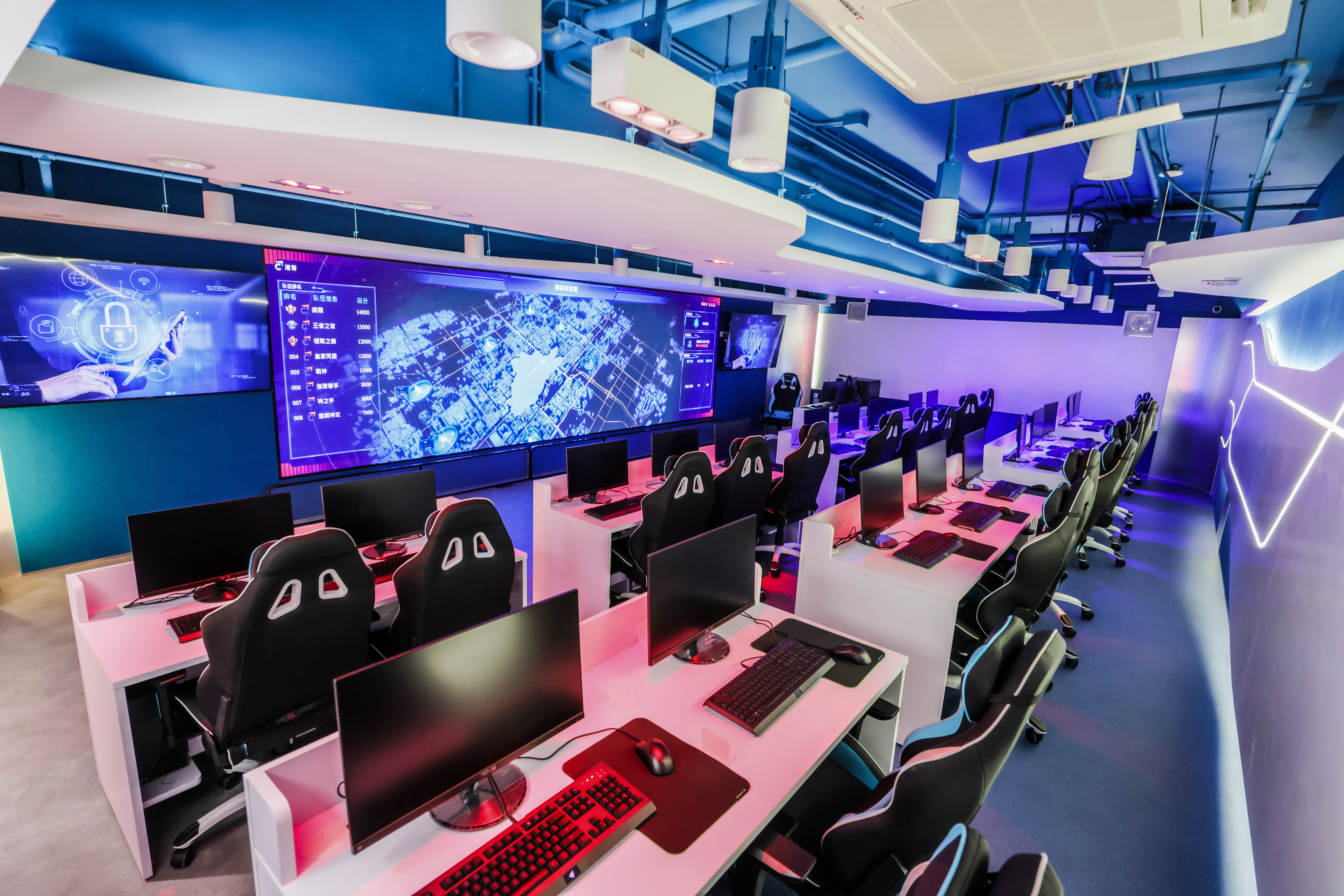
網絡安全運營中心
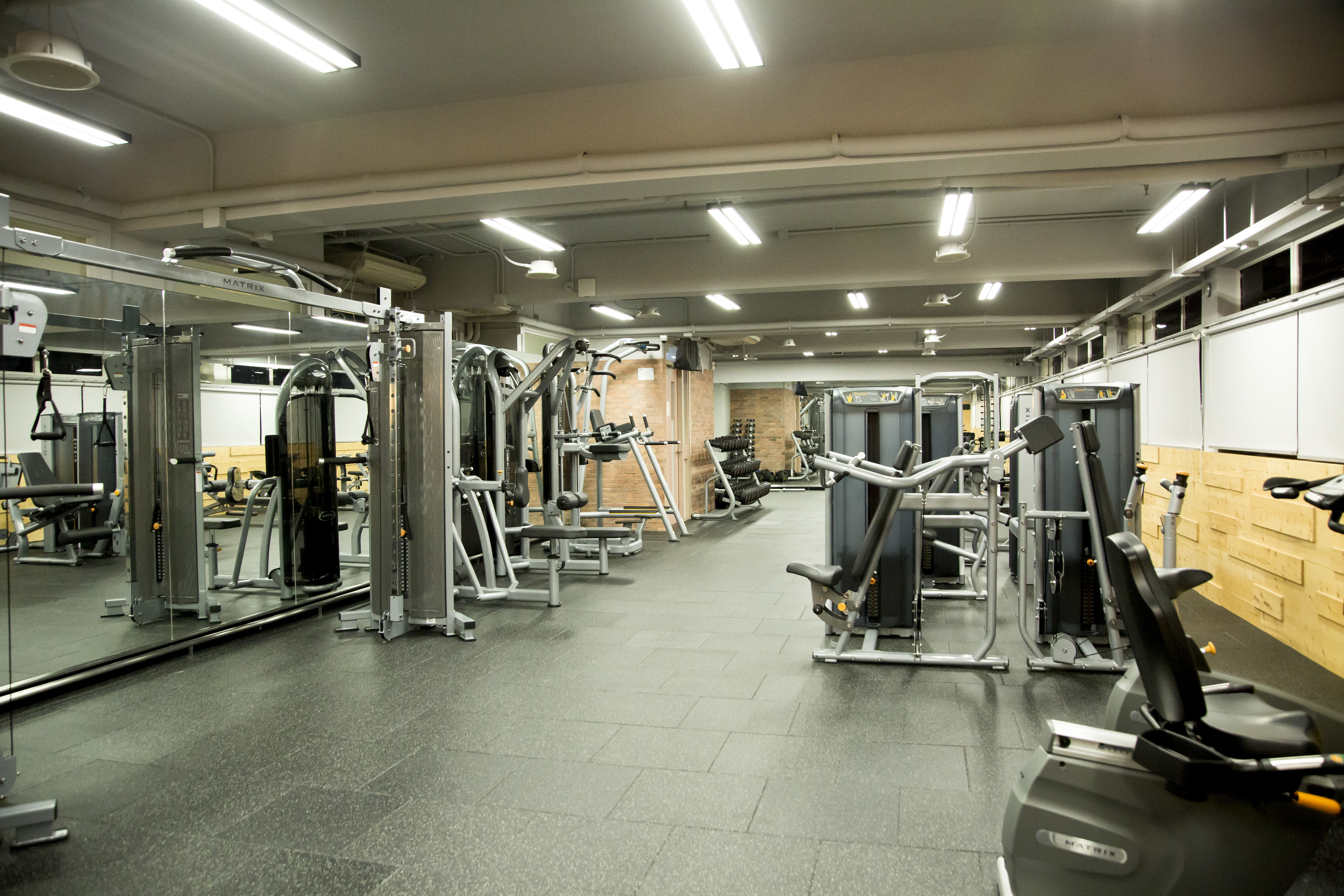
健身室
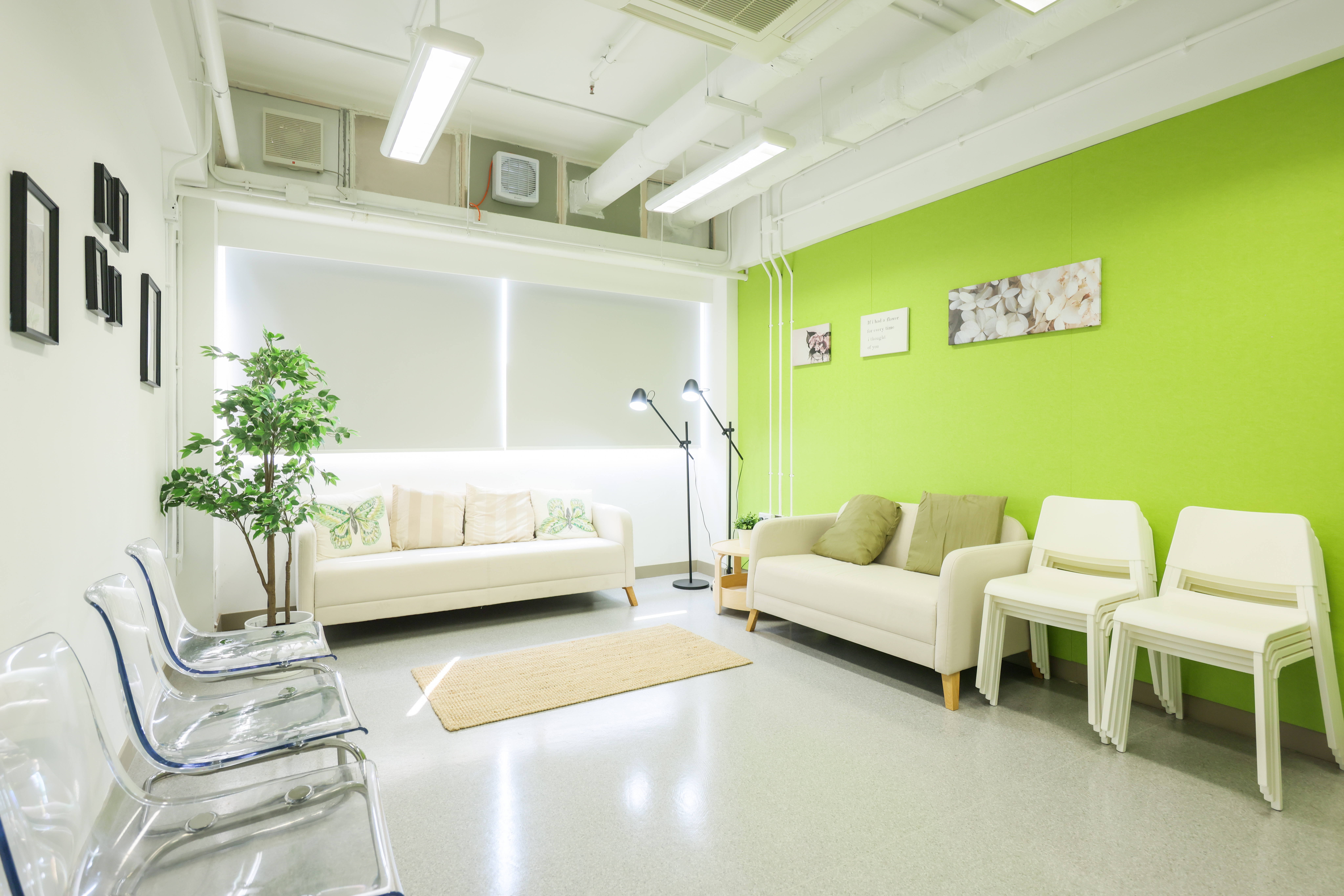
社會工作實務中心
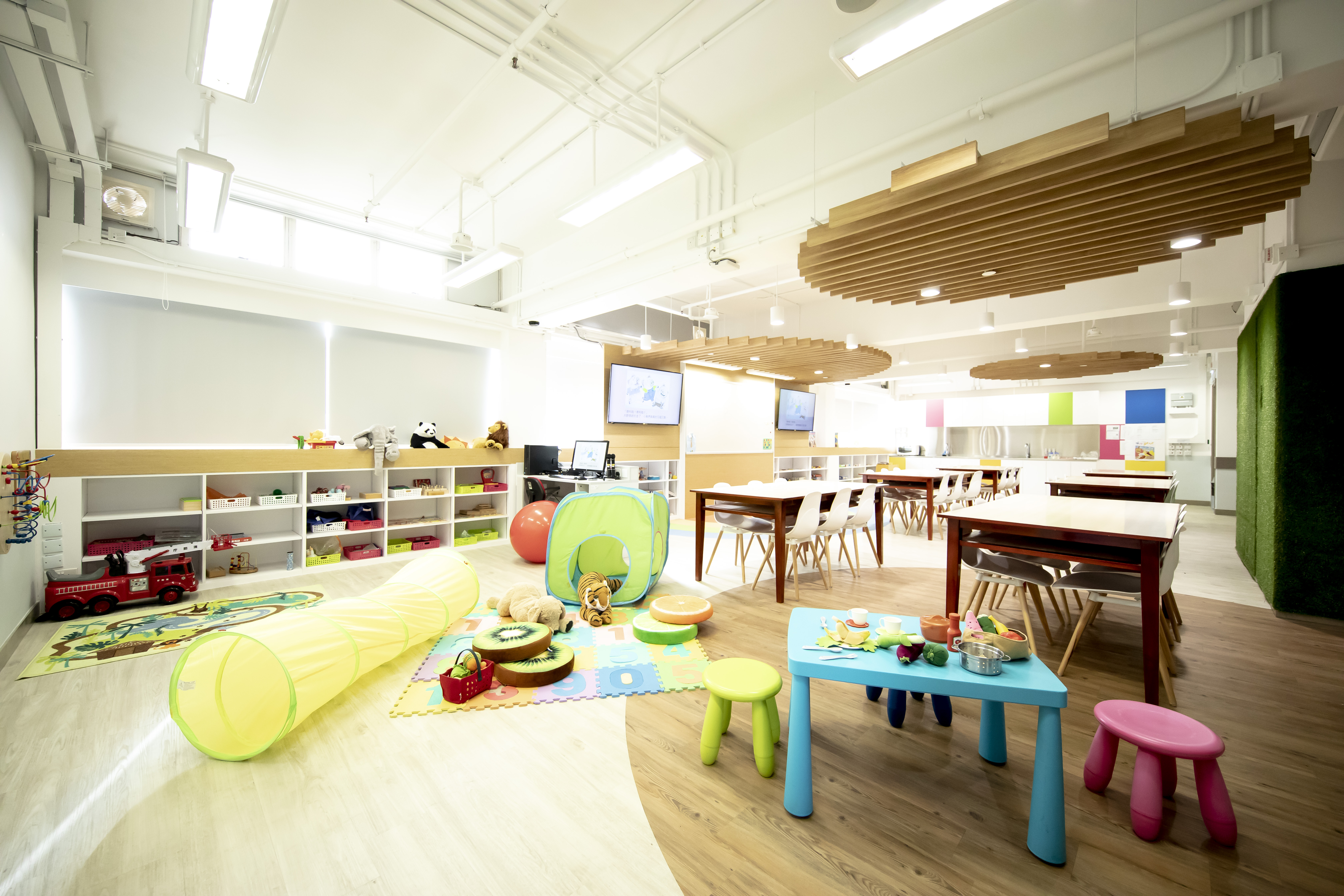
童話坊（幼兒教育中心）
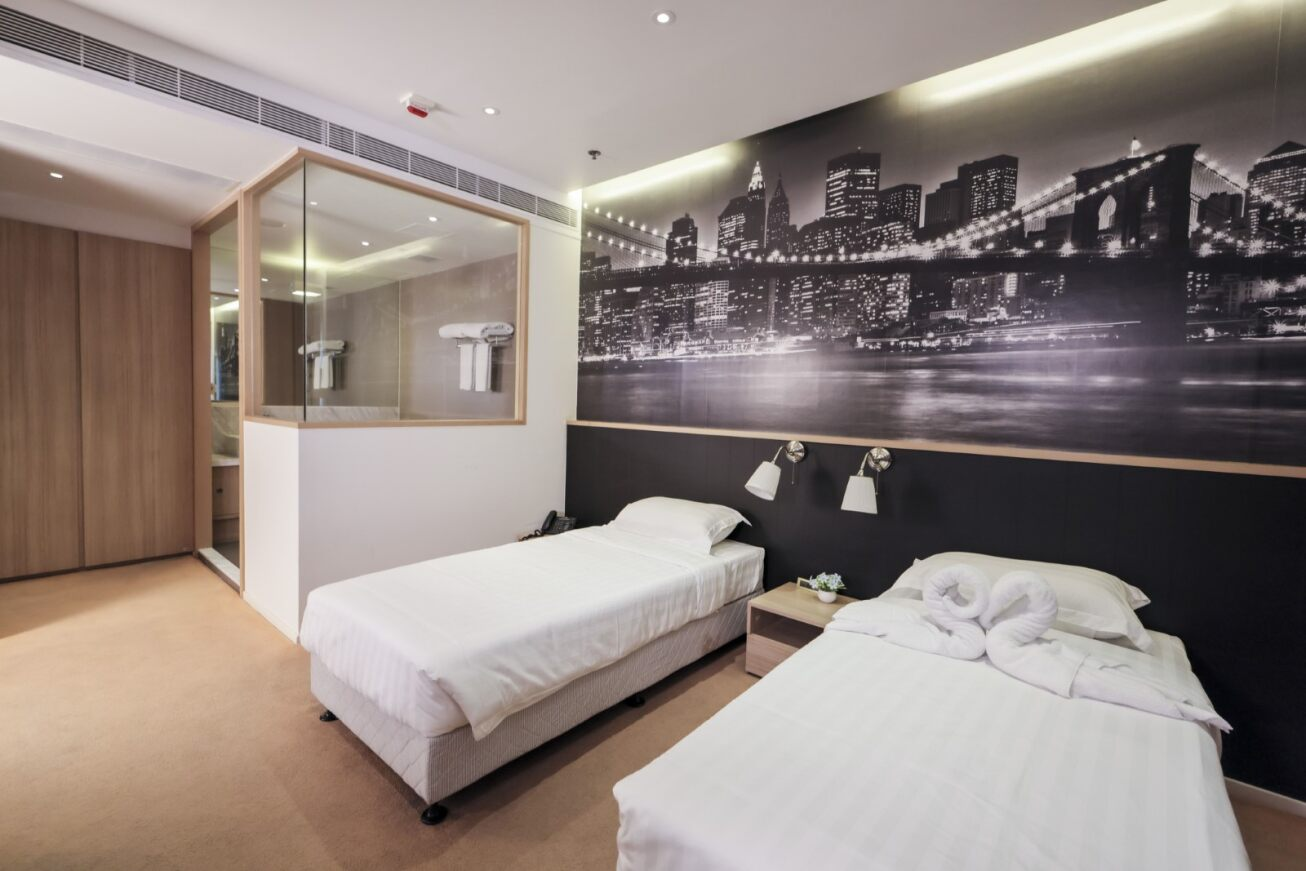
模擬酒店客房
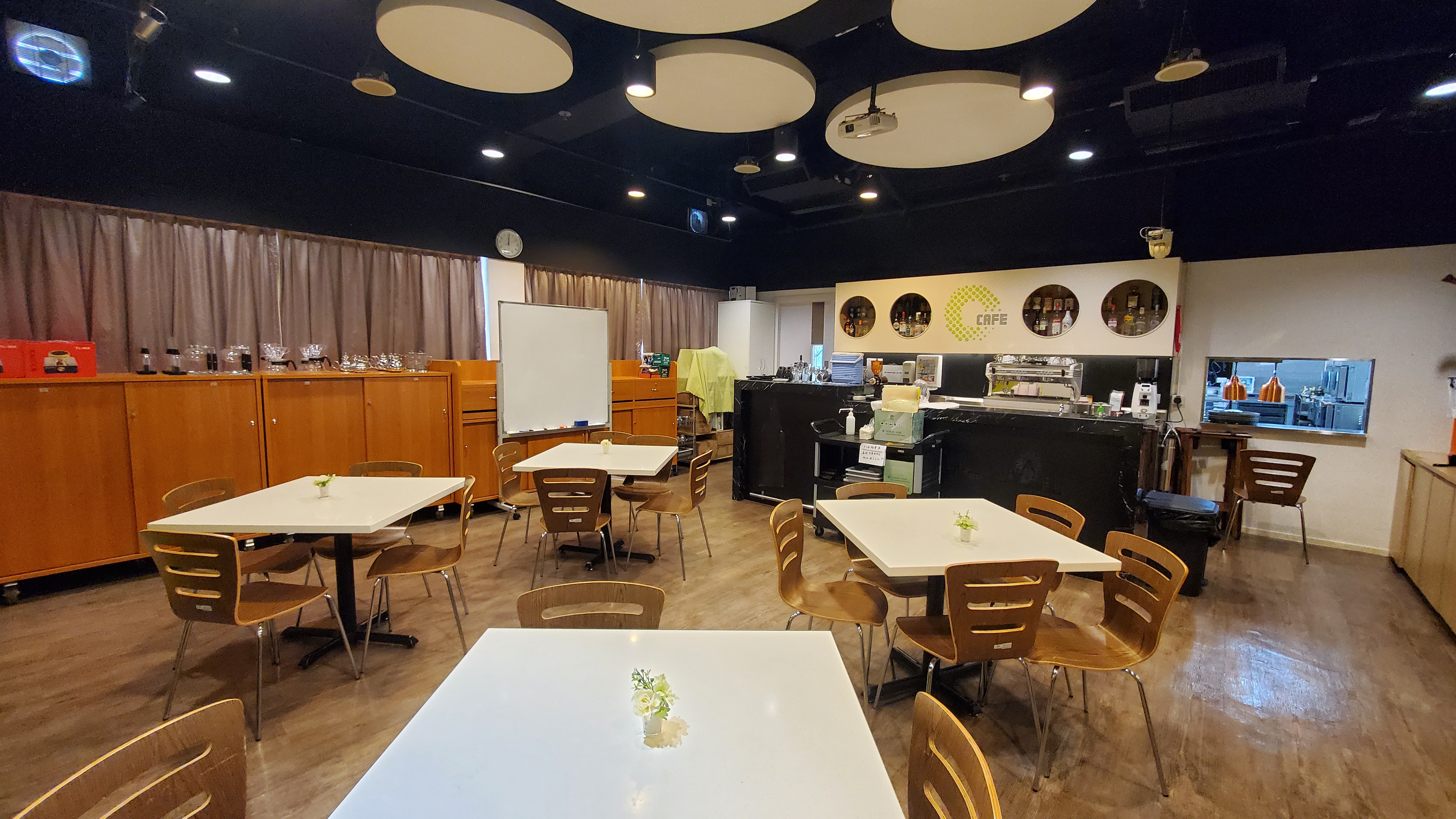
餐飲訓練中心（餐廳）
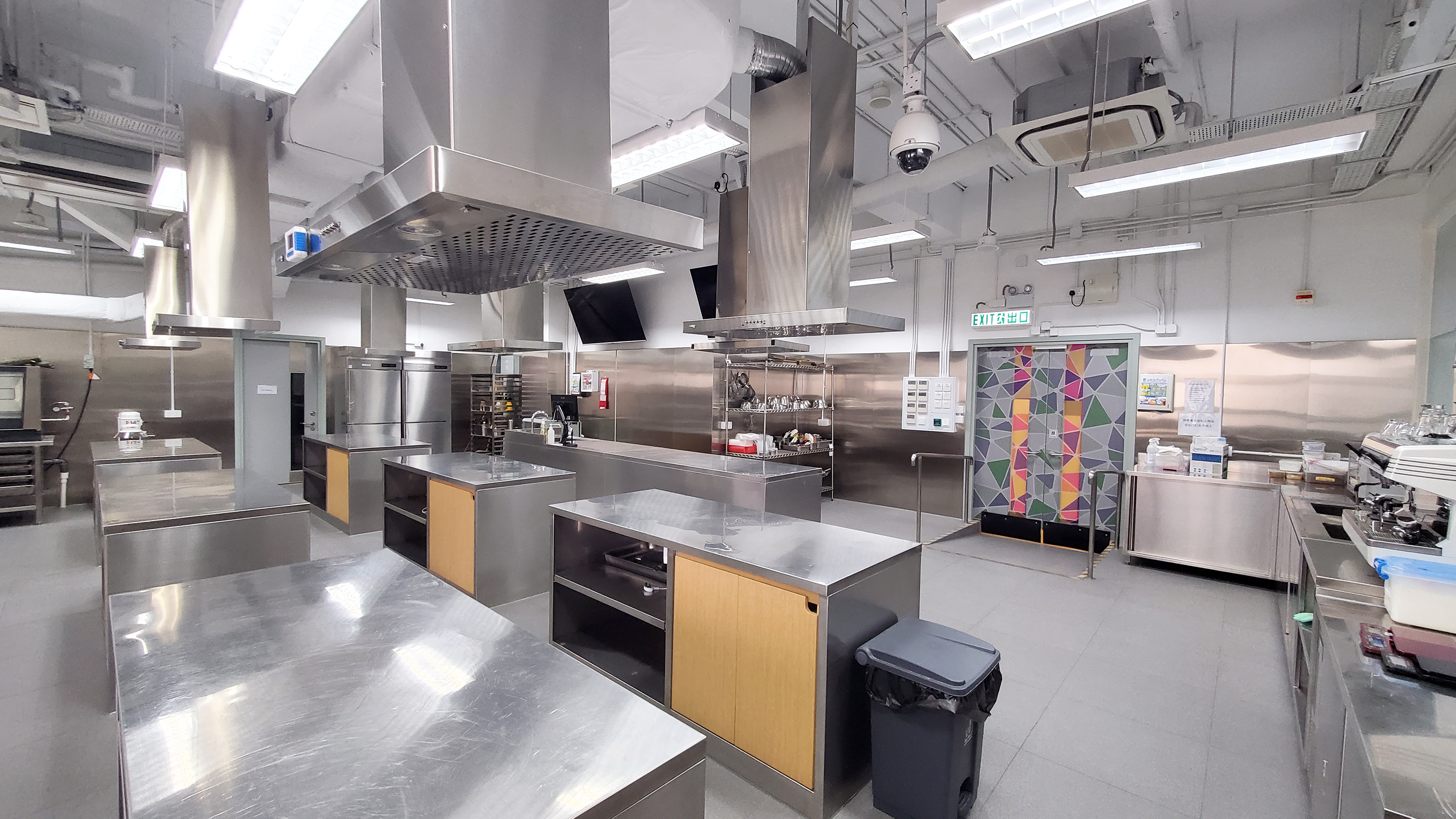
廚藝研習室
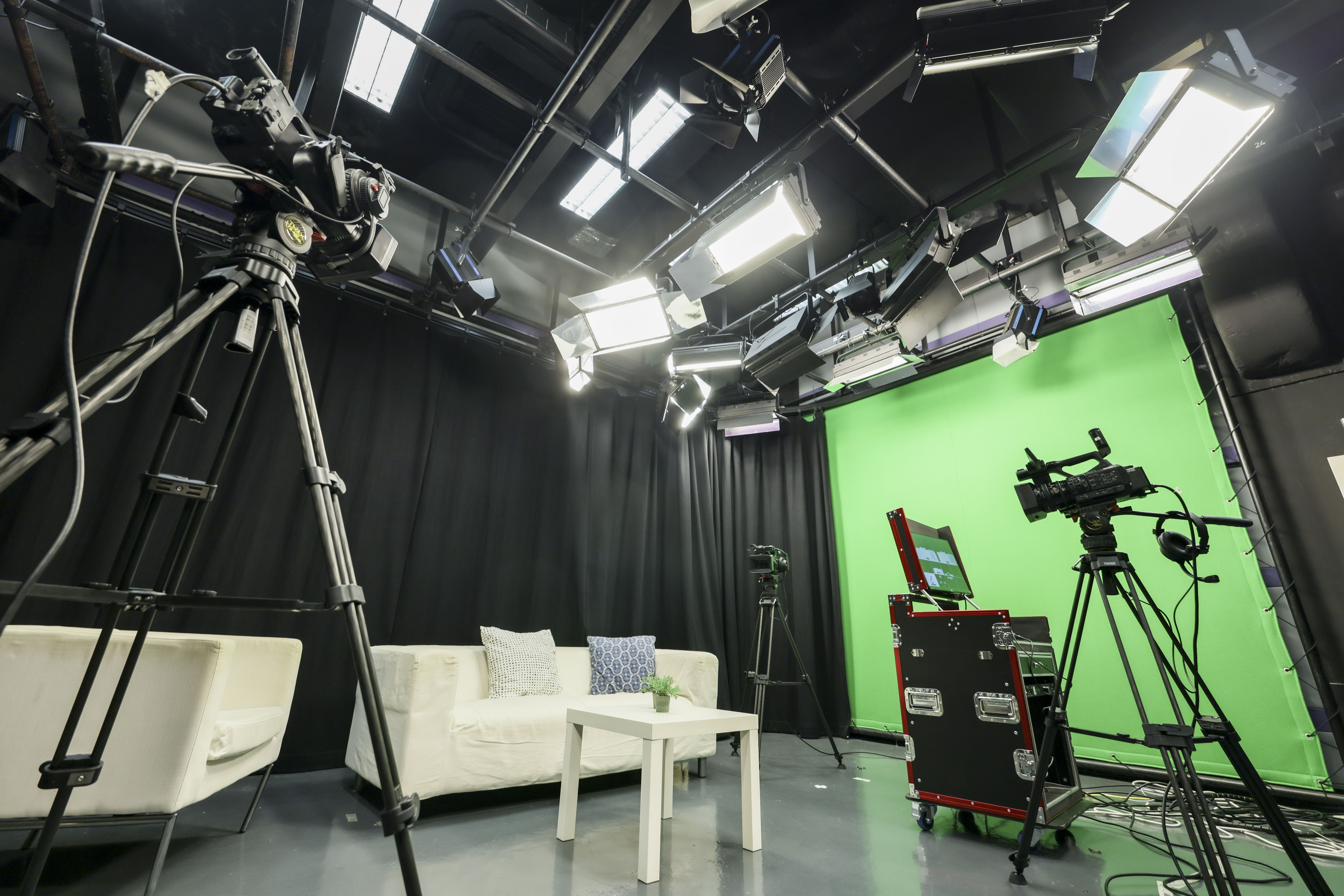
數碼媒體製作室
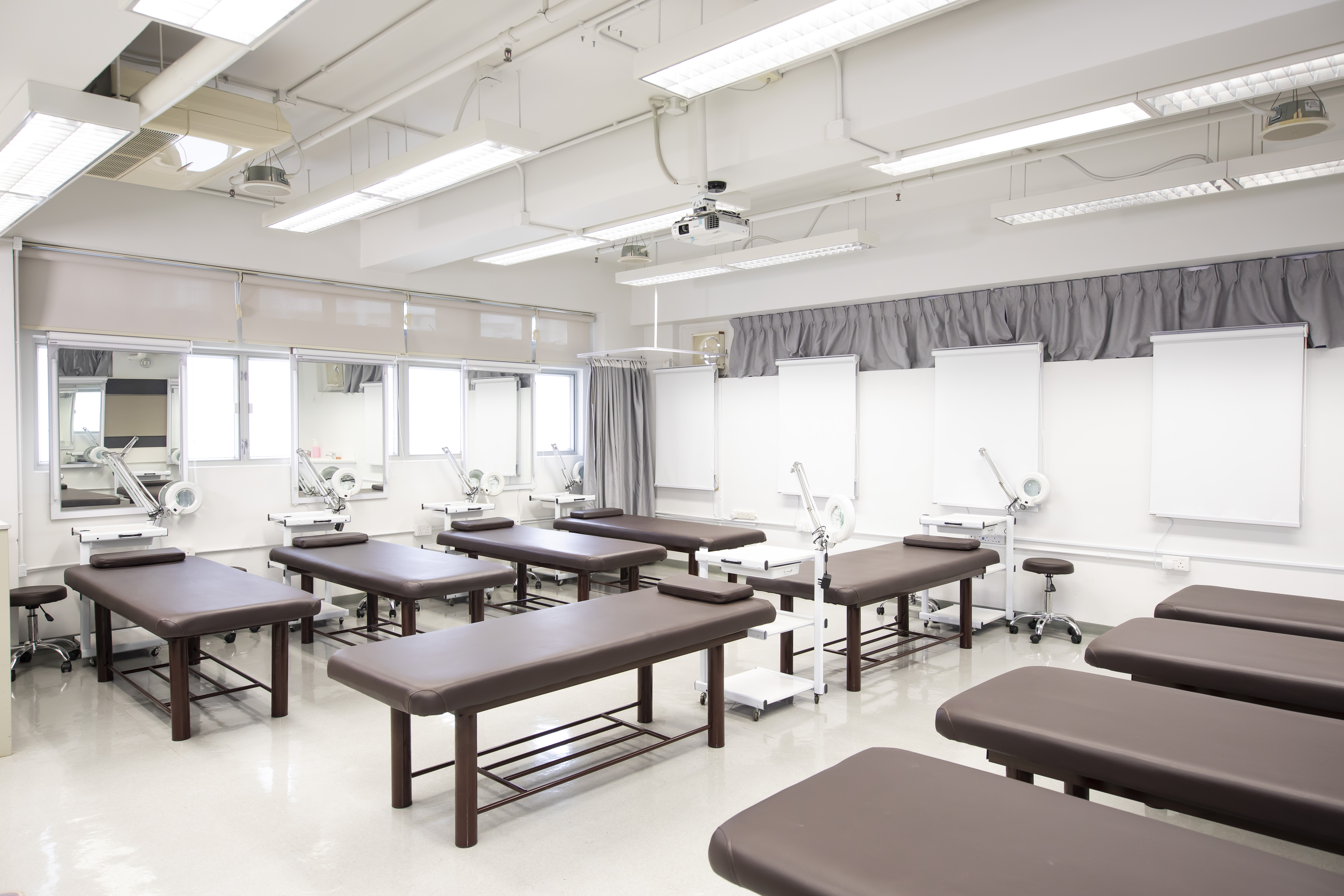
美容美體實操室

## 政府資助
「指定專業/界別課程資助計劃」（SSSDP）
在2025/26學年，指定高級文憑課程（包括電腦科學、創意工業、運動及康樂、檢測及認證和旅遊及款待），合資格本地學生每年可獲達$23,390或$40,730（視乎課程而定）的政府資助。
 扣除SSSDP最高資助金額後，比較其他院校同類的高級文憑，港專的學費最低。
「為修讀香港自資學士學位課程學生提供的免入息審查資助計劃」(NMTSS)
在2025/26學年，指定全日制自資學士學位課程合資格本地學生每年可獲$35,120 的政府資助。

## 校友
- 鄺俊宇：前立法會議員、前元朗區議會議員（北朗）
- 陸頌雄：立法會議員、前元朗區議會議員（天）
- 黎汶洛：前香港眾志副主席、前學民思潮發言人
- 趙柱幫：前沙田區議會議員（博康）
- 尹子龍：香港電台節目主持
- 李旻芳：無綫電視節目主持、演員
- 陳鈺麟（床哥）：JFFT、網紅

## 事件
香港共7間院校提供毅進文憑課程，香港專業進修學校（港專）全日及兼讀制毅進文憑的報讀人數連續兩年排名全港首位。根據港專2019-20畢業生調查指出，全日制毅進文憑受訪畢業生於畢業後半年內100%成功升學或就業。
港專與香港奧林匹克學院於2021年12月4日假馬鞍山港專賽馬會本科校園舉行「東京2020奧運會內地奧運健兒代表團訪港」與學生交流會，接待6位金牌運動員及教練，並安排他們與二百多位本港小學、中學及大專生互動交流，場面溫馨熱鬧。交流會由國家體育總局、中央人民政府駐香港特別行政區聯絡辦公室、香港特別行政區政府主辦，香港奧林匹克學院，港專學院協辦，教育局局長楊潤雄先生、中央駐香港特別行政區聯絡辦公室宣傳文體部副部長王凱波先生、國家體育局處長魏新翼先生亦出席。

## 外部連結
- 官方网站